# Pod Rígľom
Pod Rígľom je bývalá přírodní rezervace v katastrálním území obce Sučany v okrese Martin v Žilinském kraji. Chráněné území bylo vyhlášeno v roce 1984 a jeho rozloha byla 14,23 hektaru. Předmětem ochrany byla lokalita s ojedinělým seskupením mravenišť mravence lesního. Rezervace byla k 1. lednu 2024 zrušena z důvodu vymizení předmětu ochrany.